# Dziuplówka pióroogonowa
Dziuplówka pióroogonowa (Distoechurus pennatus) – gatunek ssaka z rodziny akrobatkowatych (Acrobatidae).

## Taksonomia
Rodzaj (opisany w randze podrodzaju) i gatunek po raz pierwszy zgodnie z zasadami nazewnictwa binominalnego opisał 1874 niemiecki zoolog Wilhelm Peters nadając im ospowiednio nazwy Phalangista (Distoechurus) i Phalangista (Distoechurus) pennata. Miejsce typowe według oryginalnego opisu to Nowa Gwinea (wł. Nuova Guinea) uściślone do „Andai”, Ptasia Głowa, Papua Zachodnia,  Indonezja. Okaz typowy pochodził z kolekcji włoskiego przyrodnika i podróżnika Luigiego d’Albertisa. Jedyny przedstawiciel rodzaju dziuplówka (Distoechurus).
Takson Distoechurus oczekuje na dokładną rewizję taksonomiczną, ponieważ różnorodność form sugeruje, że może to być kompleks gatunkowy. Dostępne są cztery epitety gatunkowe: pennatus z Andai, z Ptasiej Głowy, w zachodniej Papui, w Indonezji; neuhassi z Sattelberg, na półwyspie Huon, w Morobe, w Papui-Nowej Gwinei; amoenus z Rawlinson Range, w Morobe; dryas z Mount Gayata, z Richardson Range, w Papui-Nowej Gwinei. Wstępne oceny genetyczne i morfologiczne wskazują, że takson ten zawiera trzy lub nawet więcej odrębnych gatunków. 
Gatunek monotypowy.

### Etymologia
- Distoechurus: gr. διστοιχος distoikhos „dwurzędowy”; ουρα oura „ogon”[14].
- pennatus: łac. pennatus „pierzasty”, od penna „pióro”[15].

## Zasięg występowania
Dziuplówka pióroogonowa występuje powszechnie na nizinnych i górskich obszarach Nowej Gwinei.

## Morfologia
Długość ciała (bez ogona) 9–10,5 cm (maksymalnie do 10,8 cm), długość ogona 11,5–14,5 cm (maksymalnie do 15,3 cm); masa ciała 30–45 g. Nazwę gatunkową zawdzięcza grzebieniowi włosów na długim, nagim ogonie. Zwierzę ma krępe ciało o długości 10–12 cm, a na czarnej głowie trzy podłużne białe pasy. Oczy są duże, a uszy małe i nieowłosione. Kończyny Distoechurus pennatus są krótkie, szczupłe i chwytne, a palce uzbrojone w ostre, zagięte pazury. Jego sierść jest popielata do jasnobrązowej, gęsta i krótka, jednak w odróżnieniu od spokrewnionej z nim akrobatki karliczki nie posiada błony lotnej.

## Ekologia
Zwierzę prowadzi nocny, nadrzewny tryb życia, zwinnie wspina się i skacze po gałęziach, a gniazda buduje w dziuplach. Żyje w małych grupach. Odżywia się kwiatami drzew, owocami oraz owadami i innymi bezkręgowcami.

## Status zagrożenia
W Czerwonej księdze gatunków zagrożonych Międzynarodowej Unii Ochrony Przyrody i Jej Zasobów został zaliczony do kategorii LC (ang. least concern ‘najmniejszej troski’).